# Branchiomerie
Branchiomerie ist die Segmentierung, welche sich im Embryo vom Darm aus entwickelt – namentlich die Bildung der Kiemenbögen.

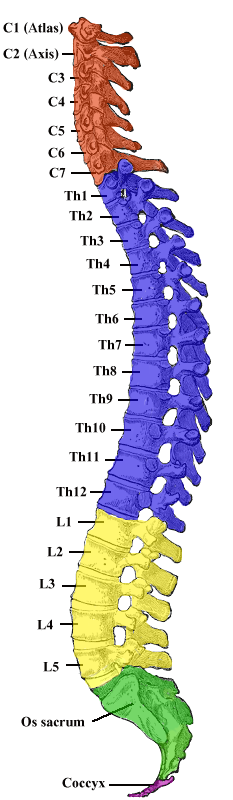
Wirbelsäule des Menschen (von links gesehen)
Farblegende:
Halswirbel (Pars cervicalis)
Brustwirbel (Pars thoracica)
Lendenwirbel (Pars lumbalis)
Kreuzbein (Os sacrum)
Steißbein (Os coccygis)

Die Kiemenanlagen, die sich bilden, bestehen aus Darmgewebe. Besonders bei Haien stellt man auch äußerlich die Segmentierung fest, da sie mehrere bleibende Kiemenöffnungen haben, die sich hintereinander befinden. Die segmentale Anordnung der Spinalnerven hat ihre Ursache in der segmentalen Gliederung der Wirbelsäule, beide Segmentierungen gehen auf die Branchiomerie zurück. Sie ist die Folgeerscheinung der Segmentation der Occipitalsomiten. Bei allen Wirbeltieren, die ja Deuterostomier sind, gelangt der Darm in die Nähe der künftigen Mundregion, um dort mit dem Ektoderm zu verschmelzen, wodurch der Mund und eventuell Kiemenöffnungen gebildet werden.